# Bougon
Bougon település Franciaországban, Deux-Sèvres megyében. Lakosainak száma 170 fő (2022. január 1.). Bougon Avon, Exoudun, La Mothe-Saint-Héray, Pamproux és Salles községekkel határos.

## Népesség
A település népességének változása:
| Lakosok száma | 178  | 180  | 185  | 177  | 177  | 176  | 176  | 173  | 170  |
|               | 2013 | 2015 | 2016 | 2017 | 2018 | 2019 | 2020 | 2021 | 2022 |